# 五阶段论
五阶段论，或简称五段论，是马克思主义认为社会沿着原始社会、奴隶社会、封建社会、资本主义社会、社会主义社会五种社会形态直线发展的历史理论。亦被称为五种社会形态说、“五种生产方式”说、五形态说、五种社会形态理论。

## 概论
该学说的主要观点：
- 社会形态是指同生产力发展的一定阶段相适应的经济基础和上层建筑的统一体。在每一个社会形态中，都有一种生产关系佔主导地位，规定着这个社会的经济基础的主要特征。

- 人类社会可以划分为五种社会形态：即原始社会、奴隶社会、封建社会、资本主义社会、共产主义社会（社会主义社会是共产主义社会的低级阶段）。

## 提出
1859年，马克思在《〈政治经济学批判〉序言》中首次提出了这种学说，但马克思本人强调该理论仅适用于西欧的历史：
|  | 大体说来，亚细亚的、古代的、封建的和现代资产阶级的生产方式可以看作是经济的社会形态演进的几个时代。 |

马克思在1877年《給〈祖國紀事》雜誌編輯部的信》中，指出《資本論》的“原始積累”章只是對西歐資本主義起源的一種歷史概述，決不能把它變成適用於一切民族國家的歷史哲學。如果有人要因此而認定一切民族都注定要走西歐資本主義的發展道路，那麼,“他這樣做，會給我過多的榮譽，同時也會給我過多的侮辱」。他強調，在社會歷史研究過程中，只有對不同歷史環境中的歷史現象分別進行深入細緻的研究，然後再把它們加以比較，才能找到理解這種現象的鑰匙；如果使用一般歷史哲學理論這把萬能鑰匙，那是永遠達不到這種目的的，因為這種歷史哲學理論的最大缺陷就在於它是超歷史的。
1898年2月，列宁给波格丹诺夫的《经济学简明教程》写书评说：
叙述不是教条式的（如大多数教科书那样），而是按经济发展的各个时期依次叙述，也就是依次叙述原始氏族共产主义时期、奴隶制时期、封建主义和行会时期、最后是资本主义时期。政治经济学正应该这样来叙述。
列宁在《论国家》中说：
|  | 世界各国所有人类社会数千年来的发展，都向我们表明了它如下的一般规律、常规和次序：起初是无阶级的社会——父权制原始社会，即没有贵族的原始社会；然后是以奴隶制为基础的社会，即奴隶占有制社会。整个现代的文明的欧洲都经过了这个阶段，奴隶制在两千年前占有完全统治的地位。 |

1930年代，斯大林著作《论辩证唯物主义和历史唯物主义》中说，历史上生产关系有五大类型：原始公社制的、奴隶占有制的、封建制的、资本主义的、社会主义的。

## 在中国
《联共（布）党史简明教程》是整风运动的核心教材，五阶段论的观念通过这本书的流行，成为中国共产党上上下下的一种思想定势。毛泽东在延安召集马列学院历史研究室主任范文瀾等一批史學家，佈置他們按照五阶段论的精神，编写《中国通史简编》，作为供延安干部补习文化之用的中国历史教科书。《中国通史简编》是第一部运用马克思主义观点系统地叙述中国历史的著作。范文澜采用了吴玉章于1930年提出的“西周封建说”，说明中国古代社会的发展规律经过了原始公社制社会、奴隶社会和封建社会诸阶段，否定亚细亚特殊之说。鸦片战争以前，中国是完整的封建社会。当时在解放区，历史教科书通用范文澜的《中国通史简编》、吕振羽的《简明中國通史》、华岗的《中国民族解放运动史》。郭沫若在《中国古代社会研究》中认为，殷代是“一个原始公社制的氏族社会，至少应该是这种社会的末期”。吕振羽的见解：殷代是中国奴隶社会。中共建国后，以五种社会生产方式为指导的马克思主义新史学占有了无可争议的独尊地位。郭沫若主持成立了由陈寅恪、陈垣、范文澜、翦伯赞、尹达、刘大年等著名史学家参加的中国历史教科书编委会。郭沫若用“五阶段论”来套裁中国历史，他的观点在1949年尤其是“文革”以后被奉为正统，教育部頒訂的教學大綱以郭沫若《中國古代史的分期問題》写入了各种历史教科书。翦伯赞根据1961年全国文科教材会议制定的计划，主编《中国史纲要》，作为高校文科教材。
1977年，白寿彝发表长篇演讲《关于中国封建社会的几个问题》，其中讲到“中国封建社会发展的阶段问题”、“中国封建社会史上统一和割据、集权和分权”等问题。1982年教育部政治思想教育司在洛阳召开了全国《辩证唯物主义和历史唯物主义教学大纲》、《政治经济学教学大纲》修订会议。80年代后期和90年代初期历史教育改革后，1992年国家教委制订的《九年义务教育全日制初级中学历史教学大纲》（试用）要求“向学生进行初步的辩证唯物主义和历史唯物主义观点教育”。依据此纲，人教社编写初中三四年制教材两套，包括《中国历史》四册、《世界历史》两册。1996年，国家教委颁布了《全日制普通高级中学历史教学大纲》（供试验用）。关于中国古代史的分期，大纲仍坚持公元前21世纪夏王朝建立为奴隶社会的开始，公元前475年战国时期为中国封建社会的开始，1840年为中国半殖民地半封建社会的开端。在中国古代史内部，则基本仍按传统的分期法，划分为六个阶段。与以往不同的是将原始社会、夏商周和春秋战国统归为“先秦”时期，而将以往归在宋元时期的元朝归入最后一段，合称为元明清时期。高中《历史教学大纲》与《普通高中历史课程标准（实验）》的“五阶段论”是照搬苏联教材观点的结果，苏联历史教材早就在80年代已经放弃这种教条的说法。高中《历史教学大纲》：“人类社会的发展经历了原始社会、奴隶社会、封建社会、资本主义社会、社会主义社会”。《全日制中学历史教学大纲》指出：“奴隶社会比原始社会进步，封建社会比奴隶社会进步，资本主义比封建社会进步，社会主义社会比资本主义社会进步”。2000年教育部在1996年《普通高级中学历史教学大纲》基础上修订而成了《九年义务教育全日制初级中学历史教学大纲》（试用修订版）、《全日制普通高级中学历史教学大纲》（试验修订版）：“使学生进一步运用唯物史观，对社会历史进行观察与思考，逐步形成正确的历史意识”。90年大纲中，对世界现代史的定性从“是帝国主义、殖民主义走向衰落、灭亡，社会主义走向胜利的历史”改变为现在的“是垄断资本主义进一步发展，社会主义曲折前进，两种社会制度长期并存，互相对抗，世界人民争取独立、民主、和平与发展的历史”。2001年，教育部颁布了《全日制义务教育历史课程标准》（实验稿）。
2003年后，在中国大陆一些进行义务教育课程改革的地区，教科书中已不再出现这种观点表述。关于人类社会阶段的划分，则使用诸如“史前时代”、“农耕文明时代”、“工业文明时代”等短语。
2018年，中华人民共和国教育部制定了《普通高中历史课程标准（2017年版）》，将五阶段论明确写入课程标准。《普通高中历史课程标准》（2017年版2020年修订）对五阶段论的叙述如下：
马克思主义根据人类社会生产力与生产关系基本矛盾的不同性质，把人类历史发展分为原始社会、奴隶社会、封建社会、资本主义社会和共产主义社会几种社会形态。它们构成了一个从低级到高级发展的序列。不是所有民族、国家的历史都完整地经历了这五个阶段，但是这个发展总趋势具有普遍性、规律性的意义。